# Flowers for Algernon (álbum)
Flowers for Algernon (estilizado em maiúsculas) é o primeiro álbum de estúdio do músico japonês Kyosuke Himuro, lançado em 1 de setembro de 1988 depois que sua banda, Boøwy, se desfez.

## Recepção
Alcançou a primeira posição na Oricon Albums Chart e ficou na parada por vinte e cinco semanas. A revista CD Journal escreveu que o álbum ainda é semelhante a musicalidade do Boøwy, mas com um amadurecimento significativo.
Flowers for Algernon venceu a 30° edição do Japan Record Awards na categoria de álbum do ano.

## Faixas
Os títulos das canções são estilizados em maiúsculas.
| N.º            | Título                           | Duração |  |
| 1.             | "Angel"                          | 3:48    |  |
| 2.             | "Roxy"                           | 3:58    |  |
| 3.             | "Love & Game"                    | 4:24    |  |
| 4.             | "Dear Algernon"                  | 3:48    |  |
| 5.             | "Sex & Clash & Rock 'n' Roll"    | 4:41    |  |
| 6.             | "Alison"                         | 5:22    |  |
| 7.             | "Shadow Boxer"                   | 4:24    |  |
| 8.             | "Taste of Money"                 | 3:30    |  |
| 9.             | "Stranger"                       | 4:05    |  |
| 10.            | "Pussy Cat"                      | 4:06    |  |
| 11.            | "Hitori Facism" (独りファシズム) | 5:25    |  |
| Duração total: | Duração total:                   | 46:36   |  |